# 飯塚優
飯塚 優（いいづか ゆう、1996年10月11日 - ）は、日本のプロレスラー。

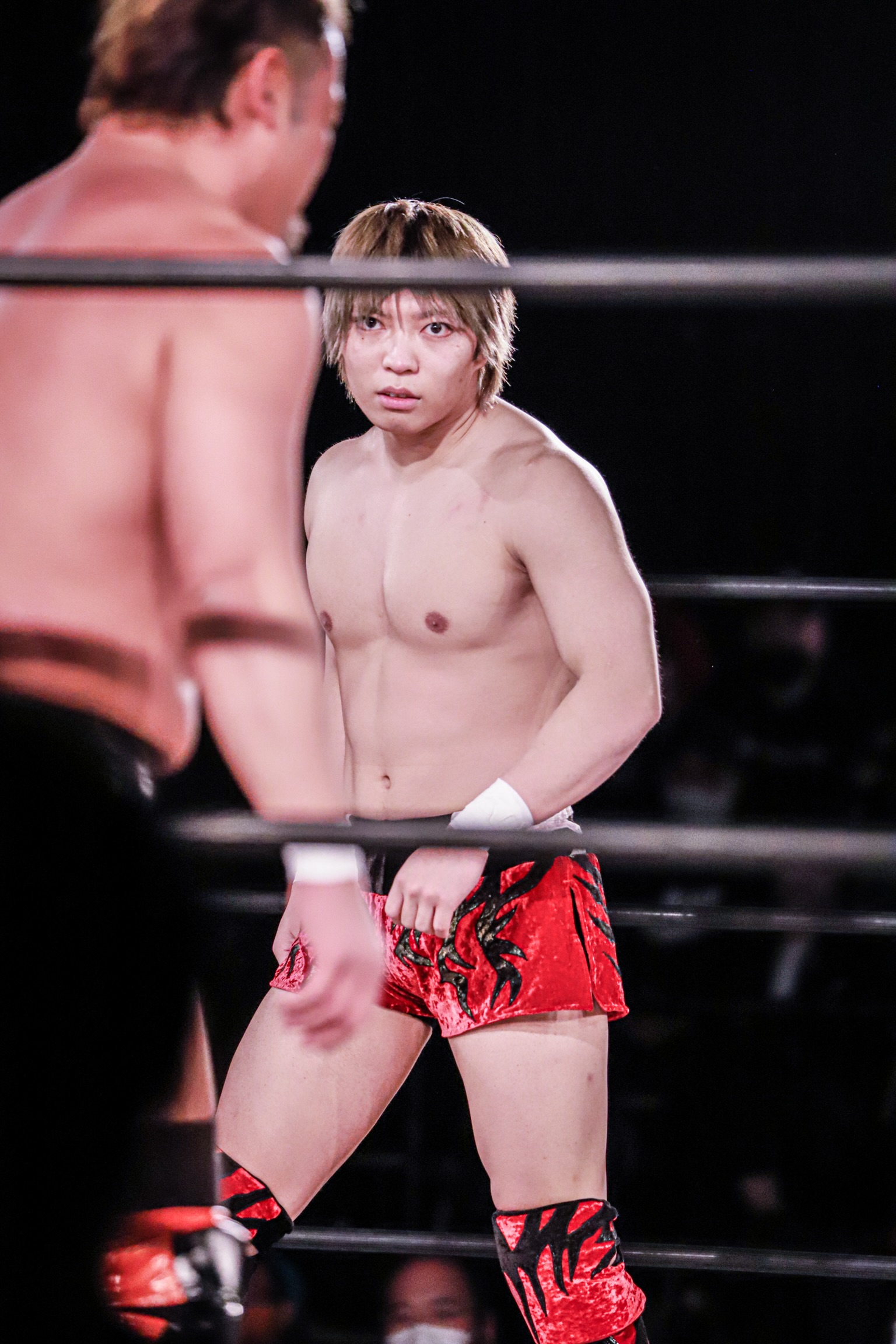
2022.01.26 GLEAT 飯塚優選手

## 経歴
2016年7月21日、プロレスリングHEAT-UP新宿FACE大会の対渡辺宏志戦でデビュー。
2017年3月25日、佐藤光留プロデュース興行「コンディション・グリーン」メインイベントの6人タッグ戦に抜擢（阿部史典・青柳優馬・杉浦透 vs飯塚優・野村卓矢・岩本煌史）。
一番キャリアの浅い飯塚だったが、フルタイムさらには延長戦を戦い抜き引き分けに終わる。
同日行われたニコプロpresentsハードヒット「湾岸MOON RISE」のダークマッチに初登場。シアタープロレス花鳥風月の服部健太と引き分ける。
4月29日から2017年5月6日にかけて、KAIENTAI DOJO主催のK-METAL LEAGUE 2017に参戦。1勝3敗2得点で4位に終わる。
2018年3月17日、ニコプロpresentsハードヒット「レガースを履いた侍」にて、GRABAKAの小池秀信を相手に本戦デビューを飾る。試合は3分37秒三角絞めによる一本負け。
7月7日、ニコプロpresentsハードヒット「fight 4 da future」にて、本戦セミファイナルに抜擢。同興行のプロデューサーを務める佐藤光留とシングルマッチを行う。
掌底が人中に直撃し、鼻から出血しながらもカニバサミからのアキレス腱固めでファーストエスケープを奪うが、5分37秒逆片エビ固めにて敗れる。
10月28日、ニコプロpresentsハードヒット「君の寝技に恋してる」第1試合にて、タッグマッチという形で再び服部健太と相対する。4分41秒ロシアンリバースプラッタで念願の本戦初勝利を飾る。
2019年5月3日、大日本プロレス「New School Of FRANK横浜」のメインイベントにて、野村卓矢との一騎打ちを果たす。
野村のスリーパーホールドにより敗れる。この試合を飯塚は「レガースが哭いた」と表現した。
9月21日、ニコプロpresentsハードヒット「東京組技行進曲」にて行われた『第5回 THE NEXT CONTENDERS tournament』にエントリー。
1回戦はK-DOJOの花見達也（腕ひしぎ逆十字固め）、2回戦は闘真の大村友也（ヘッドシザース・アームロック）を破り決勝に駒を進めた。
対抗馬として決勝に残ったのは、アニマル浜口ジム時代から付き合いのある同門（プロレスリングHEAT-UP）の後輩、井土徹也であった。決勝戦のゴングが鳴った直後の井土のタックルにカウンターのフロントチョークを合わせ、わずか42秒の秒殺劇で優勝を飾った。
これに因んで翌日行われた道場マッチのメインイベントにて佐山駿介を破り、マイクパフォーマンスでは同年11月に行われるHEAT-UPのリーグ戦「灼熱王」の秒殺優勝宣言をした。
2019年9月22日、政宗自主興行「紫髭独眼」にて同興行プロデューサーの政宗から指名を受け対戦。シングルマッチの結果16分16秒足4の字固めで敗れる。
第5回 THE NEXT CONTENDERS tournament優勝の特典として、憧れの団体であった元リングス・ジャパンの長井満也戦を希望。12月30日大会で実現するも2分36秒で完敗した。
2020年12月24日、年内をもってHEAT-UPとの契約満了に伴い退団することを団体から公式発表。12月25日が団体ラストマッチ（井土徹也とのシングル戦）となる。当日の夜にHEAT-UPのYouTubeライブ配信にて、TAMURA、井土徹也、カズ・ハヤシ同席のもと、翌年からのGLEATへの移籍を発表した。
経緯は元RINGS長井満也と試合をした渡辺壮馬をTwitter上で挑発した事が起因し、実際に参戦契約の話が進められる。交渉の中でスポット参戦契約ではなく入団契約を選択、また師事している田村潔司との試合を希望している。
2021年5月2日、GLEAT所属としてハードヒットに参戦。古巣の同僚であった井土徹也と対戦し、クロスヒールホールドで勝利した。
2021年9月23日、格闘技イベントCHAKURIKI13にて、グレイシーバッハ姫路所属の安楽ホドリゴとMMAルールで対戦。1R終盤にパウンドにてTKO勝利。

## タイトル歴
- 第5回 THE NEXT CONTENDERS tournament優勝

- IMPACT第2代NOGI無差別級王者

## 得意技
グルジア投げ
バズソーキック

## 入場曲
- 湧き上がる闘志
- Eden Fall / Antti Martikainen
作曲：DJ Focus

## 戦績

### 総合格闘技
| 総合格闘技 戦績 | 総合格闘技 戦績 | 総合格闘技 戦績 | 総合格闘技 戦績 | 総合格闘技 戦績 | 総合格闘技 戦績 | 総合格闘技 戦績 |
| --------------- | --------------- | --------------- | --------------- | --------------- | --------------- | --------------- |
| 1 試合          | (T)KO           | 一本            | 判定            | その他          | 引き分け        | 無効試合        |
| 1 勝            | 1               | 0               | 0               | 0               | 0               | 0               |
| 0 敗            | 0               | 0               | 0               | 0               | 0               | 0               |

| 勝敗 | 対戦相手     | 試合結果                        | 大会名       | 開催年月日    |
| ○    | 安楽ホドリゴ | 1R 4:49 TKO（グラウンドパンチ） | CHAKURIKI 13 | 2021年9月23日 |

### グラップリング
| 勝敗 | 対戦相手 | 試合結果       | 大会名          | 開催年月日     |
| ×    | 中村大介 | 1R 6:06 肩固め | GLEAT MMA Ver.0 | 2022年12月14日 |